# 록펠러 재단

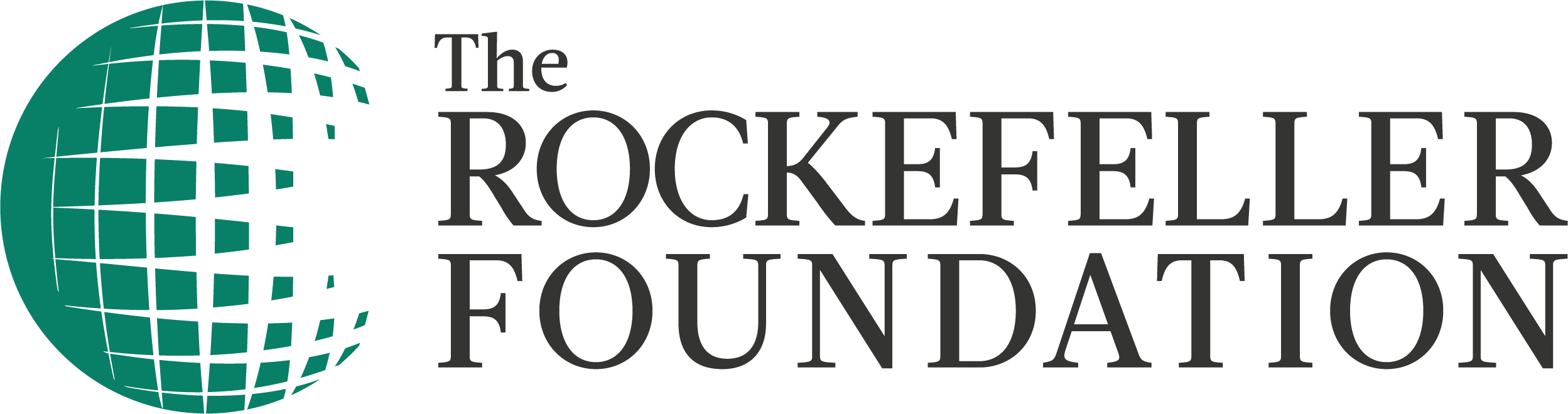

록펠러 재단(Rockefeller Foundation)은 미국의 자선 단체이며, 민간 재단이다. 본부는 미국의 뉴욕에 있다. 석유 재벌이 된 백만 장자 존 록펠러는 앤드류 카네기의 저서에 영향을 받아 자선을 시작했다. 그리고 그 뜻으로 1913년 록펠러 재단이 설립되었다. 자선 단체 순위에서는 세계 최대 규모이며 세계에서 가장 영향력있는 NGO 중 하나로 꼽히고 있다. 2009년 시점에서 기금은 330억 달러에 이른다.

## 같이 보기
- 국제 아프리카 협회
- 산업관계
- 박애주의